# Парамонов, Александр Александрович (спортсмен)
Александр Александрович Парамонов (род. 13 марта 1942, Москва, СССР) — советский пловец, чемпион СССР, участник Олимпийских игр 1964 года.

## Биография
Александр Парамонов родился 13 марта 1942 года в Москве. Окончил «ГЦОЛИФК».
Выступал за клуб «Динамо» (Москва). Входил в состав сборной СССР с 1962 по 1964 год.
В 1961 году Парамонов становится чемпионом СССР в эстафете 4x200 м вольным стилем и дважды занимает второе место: на дистанциях 100 и 400 м вольным стилем.
В 1962 году Александр Парамонов выступил на чемпионате Европы, где в составе сборной СССР показал 4-й результат в эстафете 4x200 м вольным стилем и 5-й — 4x100 м в/с. На чемпионате СССР 1962 года выиграл дистанцию 400 м вольным стилем.
На Спартакиаде народов СССР 1963 года Александр Парамонов взял золото в составе эстафеты 4x200 м вольным стилем.
В 1964 году на чемпионате СССР стал вторым на дистанции 200 м вольным стилем.
На Олимпийских игр 1964 года в составе эстафетной команды СССР занял 7-е место на дистанции 4x200 м вольным стилем, а на 400 м вольным стилем был 31-м.
На чемпионате СССР 1965 года Александр снова становится победителем в эстафете 4x200 м вольным стилем.